# Friedrich August Arnstädt
Friedrich August Arnstädt (* 9. Februar 1827 in Hubertusburg; † unbekannt) war ein deutscher Lehrer, Autor und Stifter.

## Leben
Nach der Lehrausbildung von 1842 bis 1846 am Königlichen Lehrerseminar Dresden-Friedrichstadt wurde Arnstädt 1847 Bürgerschullehrer in Dresden. Ab 1855 studierte er an der Universität Leipzig, wo er 1859 zum Dr. phil. promovierte und die Berechtigung für das höhere Lehramt erlangte. Nach einem längeren Aufenthalt in Paris und London ging er 1864 als vierzehnter Oberlehrer an die Gymnasial- und Realschulanstalt nach Plauen im Vogtland. 1867 wurde er zehnter Oberlehrer an der Realschule Plauen. Als Ruheständler errichtete er 1907 eine Stiftung von 4000 Mark in Plauen.

## Schriften (Auswahl)
- Das Nibelungenlied. Drei Vorträge für die erste Classe einer Realschule. In: Die Realschule, 1859.
- Rabelais und sein Traité d’éducation. Osterprogramm des Gymnasiums zu Plauen. Plauen, 1869.
- François Rabelais und sein Traité d'éducation mit besonderer Berücksichtigung der pädagogischen Grundsätze Montaigne's, Locke's und Rousseau's. J. A. Barth, 1872.
- Über Töchtererziehung. 1879.